# 孟加拉蘇丹國
孟加拉蘇丹國，是指中世紀五個在孟加拉半獨立王朝。首先是蘇丹法赫爾丁·穆巴拉克·沙阿，1338年從德里蘇丹國獨立和自封蘇丹。在接下來的三個世紀中，由來自突厥，孟加拉，阿拉伯，阿比西尼亞和阿富汗起源的統治者統治蘇丹國。
蘇丹國在十六世纪初垮台，並於1576年被吸收到莫臥兒帝國。